# Maurício Carrilho
Maurício Carrilho (Rio de Janeiro, 26 de abril de 1957) é um arranjador, produtor musical, pesquisador de MPB e violonista brasileiro. É filho do músico e flautista Álvaro Carrilho e sobrinho do também flautista Altamiro Carrilho.
Como arranjador e violonista, trabalhou ao lado dos artistas de música popular brasileira (MPB) como, Joyce, Elizeth Cardoso, Nara Leão, Chico Buarque, Miúcha, Francis Hime, Paulo Moura, Paulinho da Viola, entre outros.